# Frederik van Sleeswijk-Holstein-Augustenburg
Frederik van Sleeswijk-Holstein-Sonderburg-Augustenburg (6 december 1652 - Edingen, 3 augustus 1692) was van 1689 tot aan zijn dood hertog van Sleeswijk-Holstein-Sonderburg-Augustenburg. Hij behoorde tot het huis Sleeswijk-Holstein-Sonderburg-Augustenburg. 

## Levensloop
Frederik was de oudste zoon van hertog Ernst Günther van Sleeswijk-Holstein-Sonderburg-Augustenburg en diens echtgenote Augusta, dochter van hertog Filips van Sleeswijk-Holstein-Sonderburg-Glücksburg. 
In 1689 volgde hij zijn vader op als hertog van Sleeswijk-Holstein-Sonderburg-Augustenburg. Hij vocht tegen Frankrijk in de Negenjarige Oorlog en sneuvelde in augustus 1692 in de Slag bij Edingen.
In het jaar van zijn overlijden ging Frederik een morganatisch huwelijk aan met Anne Christine Bereuter. Het huwelijk bleef kinderloos. Hierdoor werd Frederik opgevolgd door zijn jongere broer Ernst August.